# Mompha farinacea
Mompha farinacea é uma espécie de mariposa do gênero Mompha pertencente à família Coleophoridae.